# Черни-Вит
Черни-Вит (болг. Черни Вит) — село в Болгарии. Находится в Ловечской области, входит в общину Тетевен. Население составляет 659 человек.

## Политическая ситуация
В местном кметстве Черни-Вит, в состав которого входит Черни-Вит, должность кмета (старосты) исполняет Цветан Кирилов Димитров (коалиция в составе 3 партий: Земледельческий народный союз (ЗНС), Союз демократических сил (СДС), Предизборна коалиция "Единство,ДЕМОКРАТИ ЗА СИЛНА БЪЛГАРИЯ) по результатам выборов правления кметства.
Кмет (мэр) общины Тетевен — Николай Петров Павлов (Граждане за европейское развитие Болгарии (ГЕРБ)) по результатам выборов в правление общины.